# Ray-sur-Saône
Ray-sur-Saône település Franciaországban, Haute-Saône megyében. Lakosainak száma 211 fő (2022. január 1.). Ray-sur-Saône Theuley, Ferrières-lès-Ray, Soing-Cubry-Charentenay, Tincey-et-Pontrebeau, Vanne és Vellexon-Queutrey-et-Vaudey községekkel határos.

## Népesség
A település népessége az elmúlt években az alábbi módon változott:
| Lakosok száma | 207  | 207  | 211  | 210  | 212  | 212  | 215  | 213  | 211  |
|               | 2013 | 2015 | 2016 | 2017 | 2018 | 2019 | 2020 | 2021 | 2022 |